# Картер, Дина
Ди́на Мели́нда (или Кэй) Ка́ртер (англ. Deana Melinda (Kay) Carter) — американская певица.

## Биография и карьера
Дина — американская кантри-певица, начавшая карьеру в 1994 году.
В 1995—2001 годы Дина была замужем за работником в области музыки Кристофером Ди Кросом. В начале 2000-х годов Картер встречалась с клипмейкером Крисом Хикки, от которого у неё есть сын — Грей Хейес Хикки (род. 15.09.2004). В 2009—2012 годы она была замужем за Брэндоном Мэлоуном. С 6 июля 2018 года замужем в третий раз за Джимом МакФейлом, с которым она встречалась год до их свадьбы.

## Дискография
- 1996: Did I Shave My Legs for This?
- 1998: Everything's Gonna Be Alright
- 2001: Father Christmas
- 2002: The Deana Carter Collection
- 2003: I'm Just a Girl
- 2005: The Story of My Life
- 2007: Live in Concert
- 2007: The Chain